# 3326 Agafonikov
3326 Agafonikov (1985 FL) là một tiểu hành tinh vành đai chính được phát hiện ngày 20 tháng 3 năm 1985 bởi Mrkos, A. ở Klet.